# Les Auxons
Les Auxons is een gemeente in het Franse departement Doubs (departement) in de regio Bourgogne-Franche-Comté, die deel uitmaakt van het arrondissement Besançon. De gemeente is op 1 januari 2015 ontstaan door de fusie van de gemeenten Auxon-Dessus en Auxon-Dessous. Les Auxons telde op 1 januari 2022 2.522 inwoners.

## Geografie
De oppervlakte van Les Auxons bedraagt 9,16 km², de bevolkingsdichtheid is 275 inwoners per km² (per 1 januari 2019). In de gemeente ligt het Station Besançon Franche-Comté TGV.
De onderstaande kaart toont de ligging van Les Auxons met de belangrijkste infrastructuur en aangrenzende gemeenten.